# Xanthodaphne leptalea
Xanthodaphne leptalea é uma espécie de gastrópode do gênero Xanthodaphne, pertencente a família Raphitomidae.